# EHF Liga prvaka 1999./2000.
Ovo je 40. izdanje elitnog europskog klupskog rukometnog natjecanja. Barcelona je osvojila peti uzastopni naslov. 16 momčadi je raspoređeno u četiri skupine po četiri. Prve dvije momčadi iz svake idu u četvrtzavršnicu.

## Turnir

### Poluzavršnica
- THW Kiel -  Badel 1862 Zagreb 32:21, 13:22
- Barcelona -  Celje Pivovarna Laško 39:25, 20:27

### Završnica
- THW Kiel -  Barcelona 28:25, 24:29

- europski prvak:  Barcelona (šesti naslov)

## Vanjske poveznice
- Opširnije